# Галичко въстание (1846)
Галичкото въстание, известно и като Галицийско клане е полско селско въстание на територията Западна Галиция (Австрийска Полша) през периода февруари – март 1846 като вълна от масови погроми и убийства на местни аристократи, шляхта, правителствени служители и свещеници. Счита се за последното селско въстание срещу крепостничеството в Европа.
Един от най-известните лидери на селските въстанически чети е Якуб Шеля.

## Причини и ход на събитията
Решенията на Конгресът във Виена през 1815 отреждат на Краков и прилежащата територия статут на „Свободен, независим и стриктно неутрален град“ под егидата на Русия, Австрия и Прусия - империите, разделили помежду си територията на някогашната полска държава. Още в края на XVIII век тези държави са поели ангажимент да спазват неутралитета на свободния град и да не влизат в неговата територия при никакви обстоятелства. Вместо това, Краков трябва да предава шпиони и дезертьори, избягали на негова територия. Ситуацията е изключително сложна поради събития, свързани с полското въстание от 1830 г., когато на територията на Краковската република е извършена контрабандата на оръжие и са набирани полски доброволци за попълване на редиците на бунтовниците. След поражението на въстанието в Краков пристигат много бежанци, с което градът става център на полската емиграция и нелегална политическа активност.
През октомври 1835 Русия, Австрия и Прусия подписват тайно споразумение, което призова за заемането на свободния град в случай на полски сепаратистки действия. През февруари 1836 в Краков навлиза австрийска, а по-късно – на руска и пруска войска. По-късно, в резултат на дипломатически натиск от страна на Франция и Англия, Прусия и Русия изтеглят войските си от града, но австрийската окупация продължава до 1841.
В Краков оперира широкомащабна мрежа от емисари на полската емиграция, с участието на които в града е създаден революционен комитет, готвещ ново въстание за 22 февруари 1846 г. Няколко ареста сред организаторите на полските земи, които са били под контрола на Прусия и Русия потискат бунта в зародиш. На територията на австрийска Галисия избухват вдъхновени от австрийските власти селски погроми под формата на контрареволюция. То се подклажда и от напрежението, породено от бедната реколта на предната година.
Австрийските власти противодействат на заговорниците, използвайки недоволството на местните селяни и разпространяват слухове, че шляхтата планира да започне военни действия срещу селяните. По този начин Окръжният офицер на Тарнов фон Валерщайн дава тласък за убийства и грабежи на благороднически имоти. Галисийските селяни се изправят срещу помешчиците и всъщност се оказват съюзници на правителството на Австрия.
Галичкото клане започва на 19 февруари 1846. Въоръжени селяни разграбват и унищожават за няколко дни повече от 500 имота в областта Тарнов, което представлява повече от 90% от имотите в областта. Убити по най-жесток начин са 1200 до 3000 души, почти изключително представители на аристокрацията, благородството, държавни служители и десетки свещеници.
Започва серия от взаимни нападения между бунтовниците по пътя им към Краков, на които редовно е раздаван алкохол.
Селяните брутално убиват господарите и отсичат главите им. Австрийците раздават парични награди за убийства на собствениците на земя. Те плащат за мъртъв шляхтич сума в 2 пъти повече, отколкото за ранен или осакатен дворянин, много ранени пленници са довеждани в Тарнов и убивани на прага на австрийската администрация в центъра на града. Според очевидци, касапницата е такъв голям мащаб, че кръвта като река тече по улиците.
Жертвите на клането са били погребвани в масови гробове извън града, където по-късно се възниква Старото гробище на Тарнов.
Когато въстанието около Краков стихва и селяните вече не са необходими на австрийците армията им бързо възстановява спокойствието. В Галиция се възцарява мир, но за дълго време се помнят убийствата и грабежите в областите Тарнов, Санока и Нови Сонч.